# الجزائر في الألعاب الأولمبية الصيفية 1992
الجزائر في الألعاب الأولمبية الصيفية 1992 شاركة الجزائر في ألعاب أولمبية صيفية 1992 ببرشلونة الأسبانية ب 35 ريلضي في 7 رياضات وفازت بذهبية في العاب القوى في الملاكمة وبرونزية في الملاكمة
| المتوجون      | ذهبية | فضية | برونزية |
| ------------- | ----- | ---- | ------- |
| حسيبة بولمرقة | 1     |      |         |
| حسين سلطاني   |       |      | 1       |